# LMS 8F形蒸気機関車
LMS 8F形蒸気機関車（LMS 8Fがたじょうききかんしゃ）は、イギリスのロンドン・ミッドランド・アンド・スコティッシュ鉄道（LMS）が導入した蒸気機関車の1形式である。ウィリアム・スタニアが設計した車輪配置 2-8-0（1D）の大型貨物用機関車で、1935年から1946年までに852両が製造された。

## 概要
LMSではミッドランド鉄道時代からのスモールエンジンポリシーを引き継いだために、貨物の取扱量の増大に対処できずに苦しんでいた。当時のLMSは、出力では見劣りのするLMS ガラット級蒸気機関車と7F形を2両、補機に増結して対応した。
8Fの設計には、5形（ブラックファイブ）の2シリンダー配置が組み込まれている。最初は出力区分7Fに分類されていたが、後に8Fに変更された。イギリス陸軍省は、208両の8F形をベイヤー・ピーコックとバルカン・ファウンドリーに製造させ、さらに51両を徴収した。
第二次世界大戦の勃発時に、本形式は、第一次世界大戦におけるGCR 8K形蒸気機関車の役割をなぞる形で、国の標準貨物用機関車に選ばれた。
陸軍省向けの8F形の生産は、安価なWD オーステリティ級蒸気機関車が導入された1943年まで続いた。イギリス国内向けの生産は1946年まで続いた。